# Тихилов, Рашид Муртузалиевич
Рашид Муртузалиевич Тихилов (род. 8 декабря 1957 года) — советский и российский учёный-медик, член-корреспондент РАН (2022).

## Биография
Родился 8 декабря 1957 года.
В 1980 году с золотой медалью окончил Военно-медицинскую академию имени С. М. Кирова, после чего 3 года служил в частях Военно-Морского флота.
В 1983 году поступил в клиническую ординатура клиники военной травматологии и ортопедии ВМедА, после окончания которой занимал должность начальника кабинета гипербарической оксигенации, преподавателя, старшего преподавателя, профессора кафедры военной травматологии и ортопедии ВМедА.
В 1986 году защитил кандидатскую диссертацию, тема: «Оксигенобаротерапия при лечении осложнений и последствий травм конечностей».
В 1998 году защитил докторскую диссертацию, тема: «Хирургическое лечение дегенеративно-дистрофических заболеваний тазобедренного сустава».
В 2000 году присвоено учёное звание профессора.
С 2001 по 2003 годы руководил отделением травматологии и ортопедии Санкт-Петербургского научно-исследовательского института скорой помощи имени И. И. Джанелидзе.
С 2003 года по н. в. — директор Российского научно-исследовательского института травматологии и ортопедии имени Р. Р. Вредена.
С 2004 года совмещает работу директора института с исполнением должности профессора кафедры травматологии и ортопедии Северо-Западного государственного медицинского университета имени И. И. Мечникова.
В 2022 году избран членом-корреспондентом РАН от Отделения медицинских наук.
Главный внештатный специалист травматолог-ортопед Северо-Западного Федерального округа РФ.

## Научная деятельность
Специалист в области травматологии и ортопедии.
Сфера профессиональных интересов: общая травматология и ортопедия; эндопротезирование тазобедренного и коленного сустава.
Наиболее важные достижения касаются разработки и внедрения в хирургическую практику реконструктивно — восстановительных операций на тазобедренном суставе.
Автор более 150 научных работ, 3-х изобретений.
Под его руководством защищено 5 докторских и 24 кандидатские диссертации.
Главный редактор журнала «Травматология и ортопедия России», а также членом редакционных советов журналов «Вестник травматологии и ортопедии им. Н. Н. Приорова», «Гений ортопедии», «Хирургия позвоночника», «Политравма», «Ортопедия, травматология и протезирование».

## Награды
- Медаль ордена «За заслуги перед отечеством» II степени (28 февраля 2023) — за заслуги в области здравоохранения и многолетнюю добросовестную работу[2]
- Почетная грамота Чувашской Республики (8 декабря 2017) — за вклад в развитие здравоохранения в Чувашской Республике
- Орден «За заслуги перед Республикой Дагестан» (2017)[3]